# Koratia
Koratia is een geslacht van weekdieren uit de klasse van de Gastropoda (slakken).

## Soorten
- Koratia distincta (L. Pfeiffer, 1850)
- Koratia pernobilis (Férussac, 1821)